# Jonathan D’Aversa
Jonathan D’Aversa (* 2. März 1986 in Richmond Hill, Ontario) ist ein kanadischer Eishockeyspieler, der zuletzt beim EHC Linz in der Erste Bank Eishockey Liga unter Vertrag stand.

## Karriere
Jonathan D’Aversa begann seine Karriere als Eishockeyspieler bei den Sudbury Wolves, für die er von 2003 bis 2007 in der kanadischen Juniorenliga Ontario Hockey League aktiv war. Anschließend erhielt er einen Vertrag beim Franchise der Pittsburgh Penguins aus der National Hockey League ohne zuvor gedraftet worden zu sein. In den folgenden drei Spielzeiten kam er allerdings nur für deren Farmteams, die Wilkes-Barre/Scranton Penguins aus der American Hockey League und die Wheeling Nailers aus der ECHL zum Einsatz. 
Für die Saison 2010/11 wurde D’Aversa von den Augsburger Panthern aus der Deutschen Eishockey Liga verpflichtet. Nach einem Jahr bei den Panthern wechselte er innerhalb der DEL zu den Kölner Haien, wo sein Vertrag im Sommer 2012 jedoch nicht verlängert wurde. Im August 2012 wurde der Kanadier vom Dornbirner EC aus der Erste Bank Eishockey Liga mit einem Einjahresvertrag ausgestattet. Er blieb dem Verein letztlich bis zum Ende der Saison 2015/16 treu und wirkte zeitweise als stellvertretender Spielführer.
Im April 2016 wurde er von Dornbirns EBEL-Konkurrenten EHC Linz unter Vertrag genommen.

## Karrierestatistik
(Legende zur Spielerstatistik: Sp oder GP = absolvierte Spiele; T oder G = erzielte Tore; V oder A = erzielte Assists; Pkt oder Pts = erzielte Scorerpunkte; SM oder PIM = erhaltene Strafminuten; +/− = Plus/Minus-Bilanz; PP = erzielte Überzahltore; SH = erzielte Unterzahltore; GW = erzielte Siegtore; 1 Play-downs/Relegation; Kursiv: Statistik nicht vollständig)